# 基爾肯尼 (明尼蘇達州)
基爾肯尼（英語：Kilkenny）是一個位於美國明尼蘇達州勒蘇爾縣的城市，得名自愛爾蘭城鎮基尔肯尼。

## 人口
根據2020年美國人口普查的數據，基爾肯尼的面積為0.35平方千米，皆為陸地。當地共有人口148人，而人口密度為每平方千米423人。